# رئا پرلمان
رئا پرلمان (انگلیسی: Rhea Perlman؛ زادهٔ ۳۱ مارس ۱۹۴۸) یک هنرپیشه اهل ایالات متحده آمریکا است. وی از سال ۱۹۷۲ میلادی تاکنون مشغول فعالیت بوده‌است.

## بخشی از فیلمشناسی
از فیلم‌ها یا برنامه‌های تلویزیونی که وی در آن نقش داشته‌است می‌توان به آثار زیر اشاره کرد.
- تد و ونوس (۱۹۹۱)
- هم‌سفری (۱۹۹۶)
- متیلدا (۱۹۹۶)
- ۱۰ مورد یا کمتر (۲۰۰۶)
- شکست بزرگ بتهوون (۲۰۰۸)
- دردسر با بلیس (۲۰۱۱)
- جلسه‌ها (۲۰۱۲)
- تو را در رؤیاهایم خواهم دید (۲۰۱۵)
- آواز (۲۰۱۶)
- چیرز (۱۹۸۲–۱۹۹۳)
- داستان‌های شگفت‌انگیز (مجموعه تلویزیونی ۱۹۸۵) (۱۹۸۶)
- ویژه روز زمین (۱۹۹۰)
- سیمپسون‌ها (۱۹۹۴)
- هودینی (۱۹۹۸)
- الی مک‌بل (۲۰۰۱)
- بکر (مجموعه تلویزیونی) (۲۰۰۱)
- فریژر (۲۰۰۲)
- جذابان کلیولند (۲۰۱۲)
- مرغ ربات (۲۰۱۳)
- مام (مجموعه تلویزیونی) (۲۰۱۶)
- بروکلین نه-نه (۲۰۱۶)
- نیمه جادو (۲۰۱۸)
- هلهله‌چی‌ها (۲۰۱۹)
- هارلی کوئین (مجموعه تلویزیونی) (۲۰۱۹)
- شما مردم (۲۰۲۳)